# Ecuación de Rodrigues
La Ecuación de Rodrigues es una ecuación utilizada en cromatografía para describir la eficiencia de una cama de partículas (con grandes poros) permeables. Es por lo tanto una extensión de la Ecuación de Van Deemter. Fue desarrollado por Alirio E. Rodrigues et al..

## Ecuación
La ecuación es:
| Símbolo                     | Nombre                                                                        | Unidad | Fórmula |
| --------------------------- | ----------------------------------------------------------------------------- | ------ | --- |
| {\displaystyle HETP}        | Altura equivalente a placa teórica (Height equivalent to a theoretical plate) | m      | |
| {\displaystyle A}           | Parámetro de Difusión turbulenta                                              | m      | |
| {\displaystyle B}           | Longitud de difusión                                                          | m2 / s | |
| {\displaystyle C}           | Resistencia a la transferencia de masa                                        | s      | |
| {\displaystyle u}           | Gasto másico                                                                  | m / s  | |
| {\displaystyle f(\lambda )} |                                                                               |        | {\displaystyle f(\lambda )={\frac {3}{\lambda }}\left[{\frac {1}{\tanh(\lambda )}}-{\frac {1}{\lambda }}\right]} |
| {\displaystyle \lambda }    | Número intraparticular de Péclet                                              |        | |